# Grljevići
Grljevići är ett samhälle i Bosnien och Hercegovina.   Det ligger i entiteten Federationen Bosnien och Hercegovina, i den södra delen av landet, 90 km sydväst om huvudstaden Sarajevo. Grljevići ligger 267 meter över havet och antalet invånare är 362.
Terrängen runt Grljevići är varierad. Närmaste större samhälle är Vitina, 5,0 km söder om Grljevići. 
Omgivningarna runt Grljevići är en mosaik av jordbruksmark och naturlig växtlighet. Runt Grljevići är det ganska tätbefolkat, med 93 invånare per kvadratkilometer.